# Mj Rodriguez
Michaela Jaé Rodriguez, également connue sous le nom Mj Rodriguez, est une actrice et chanteuse américaine, née le 7 janvier 1991 à Newark (New Jersey).
Elle est notamment connue pour le rôle d'Ange dans la production Off-Broadway en 2011 de la comédie musicale Rent, et, après avoir entamé une transition de genre, pour le rôle de Blanca Evangelista dans la série télévisée Pose. Elle a reçu le prix Clive-Barnes (en) en 2011, le prix Imagen Awards de la meilleure actrice de télévision en 2019 et le Golden Globe de la meilleure actrice dans une série télévisée dramatique en 2022. Elle est parmi les douze femmes de l'année 2022 du Time.

## Jeunesse
Michaela Antonia Jaé Rodriguez est née le 7 janvier 1991 dans le New Jersey, et a grandi à Newark,. Elle voulait devenir une vedette de cinéma dès l'âge de 7 ans, et a commencé à jouer à 11 ans, après que sa mère l'a inscrite au New Jersey Performing Arts Center, où elle participe à une activité de théâtre pour les jeunes,. Même si elle a « prié pour devenir femme » depuis l'âge de 7 ans, Rodriguez affirme qu'elle a été dans le déni pendant de nombreuses années et a fait son coming out bisexuel/gay à l'âge de 14 ans. À 14 ans, Rodriguez découvre la culture du bal, et grâce au soutien du père de sa maison (House) elle apprend à voguer. Elle est diplômée de la Newark Arts High School, et du Berklee College of Music, où elle a reçu en 2009 la bourse Star-Ledger et un Young Arts first level scholarship. Elle prend ensuite le nom de scène de « MJ » Rodriguez, d'après le personnage Mary Jane « MJ » Watson de Marvel.

## Carrière

### Débuts sur scène
Tout en fréquentant le collège, Rodriguez joue au théâtre dans une production de Rent le rôle dee Angel Dumott Schunard, ce dont elle rêvait depuis qu'elle avait vu l'adaptation au cinéma en 2005. Pendant les représentations, elle se lie avec l'actrice Fredi Walker-Browne, qui avait créé le rôle de Joanne Jefferson à Broadway. Walker-Browne aide Rodriguez à préparer son audition pour la production Off-Broadway de Rent. Rodriguez est engagée aux côtés de l'actrice Annaleigh Ashford, dans le rôle de Maureen. La performance de Rodriguez lui vaut le prix Clive-Barnes (en) en 2011 (prix créé en l'honneur de l'écrivain anglais et critique Clive Barnes (en)).

### Transition de genre
Rodriguez  décide de faire une pause dans sa carrière en 2012 et commence une thérapie hormonale en 2016, avec le soutien de sa famille. Elle informe son agent qu'elle n'auditionnera plus pour des rôles masculins. Entre 2012 et 2016, Rodriguez apparait dans des petits rôles de télévision comme Nurse Jackie, Le Journal de Carrie, et Luke Cage. Sa participation en 2016 à Luke Cage dans le rôle muet de Sister Boy marque la première apparition d'une actrice trans dans le rôle d'un personnage trans dans l'univers cinématographique Marvel.
Après son retour, Rodriguez publie une vidéo d'elle sur Facebook où elle chante Satisfied (en) de la comédie musicale Hamilton. La vidéo est reçue positivement et lui vaut une invitation des directeurs de casting de Tesley + Entreprise à auditionner pour le rôle de Peggy Schuyler/Maria Reynolds dans Hamilton. La nouvelle de son audition en tant qu'actrice trans pour un rôle de personnage cisgenre a été fortement remarquée à Broadway. Elle est apparue ensuite dans plusieurs productions théâtrales, y compris la reprise 2016 de Runaways (en), la production 2016 off-Broadway de Street Children par Pia Skala-Zankel au New Ohio Theatre (en), la production 2017 par le American Repertory Theater de Trans Scripts: Part 1, The Women, au Loeb Drama Center (en), et la création en 2017 de la comédie musicale Burn All Night au American Repertory Theatre de Cambridge.
Rodriguez a également décroché un rôle secondaire dans le film indépendant Saturday Church (en) (2018). Le film dépeint un adolescent fugueur qui explore son identité de genre et la ball culture. Son interprétation du rôle d'Ébène lui vaut une nomination pour le prix de la meilleure actrice au Festival du film de Tribeca en 2017.

### Consécration
En 2017, Rodriguez joue le personnage principal de Blanca Rodriguez-Evangelista dans la série Pose, ce que Tre'vell Anderson qualifie de meilleure performance de l'année. La série, créée par Ryan Murphy, Brad Falchuk, et Steven Canaux, compte cinq actrices trans dans des rôles principaux, le plus grand casting trans jamais vu en 2018,. Le pilote de la série est tourné en novembre 2017, la série sort en juin 2018 et reçoit des commentaires très positifs,, y compris en France. Se déroulant dans le New York des années 1980, la série montre la vie de personnes queer de couleur, en particulier des femmes trans noires impliquées dans la scène underground et les bals. Rodriguez Blanca y est une jeune femme qui créée sa propre « maison » (House) — la maison de Evangelista — après avoir été diagnostiquée positive au VIH; elle adopte plusieurs jeunes queers. Sa performance a été saluée par la critique,,,. Indya Moore, Billy Porter, Dominique Jackson, Evan Peters, Kate Mara, et James Van Der Beek jouent aussi des rôles principaux dans cette série.
En 2019, elle est la première femme trans à recevoir le prix Imagen Awards de la meilleure actrice de télévision. En 2021, les Emmy Awards ont nommé Mj Rodriguez pour le rôle principal dans une série dramatique. En 2022, elle reçoit la récompense de meilleure actrice aux Golden Globes.
Elle est parmi les douze femmes de l'année 2022 du Time,, aux côtés de Tracy Chou, Amal Clooney, Allyson Felix, Adena Friedman, Amanda Gorman, Sherrilyn Ifill (en), Jennie Joseph, Zahra Joya, Kacey Musgraves, Amanda Nguyen et Kerry Washington.

### Carrière musicale
Mj Rodriguez sort un premier single en 2021.

## Filmographie

### Cinéma

#### Longs métrages
- 2017 : Saturday Church (en) de Damon Cardasis : Ebony
- 2018 : The Big Take de Justin Daly : Robyn
- 2019 : Adam de Rhys Ernst : Emma
- 2020 : Disclosure (documentaire) de Sam Feder : elle-même
- 2021 : Tick, Tick… Boom! de Lin-Manuel Miranda : Carolyn
- 2023 : Transformers: Rise of the Beasts de Steven Caple Jr. : Nightbird (voix)
- 2024 : Skincare d'Austin Peters : Marine

#### Courts métrages
- 2017 : Bun in the Oven de Jono Freedrix : Bertha
- 2018 : Gema de Kenrick Prince : Gema

### Télévision

#### Séries télévisées
- 2012 : Nurse Jackie : Lonna (épisode "Non-Kimono-Zone")
- 2013 : The Carrie Diaries : Fabulous Clubgoer #2
- 2015 : The Whitlock Academy : une étudiante (2 épisodes)
- 2016 : [Blank] My Life : Kerry
- 2016 : Luke Cage : la sœur
- 2018 : Pose : Blanca Rodriguez-Evangelista (rôle principal, 26 épisodes)
- 2022 : A Black Lady Sketch Show : la caissière du magasin de beauté
- 2022 : Dead End : Le parc du paranormal (Dead End) : Zagan (voix, 3 épisodes)
- 2022 : Loot : Sofia Salinas (7 épisodes)
- 2023 : American Horror Story: Delicate : Nicolette (rôle principal, 6 épisodes)

## Théâtre
- 2011 : Rent, Ange, Off-Broadway
- 2016 : Runaways (en), Off-Broadway,
- 2016 : Street Children, Gina, Nouveau Théâtre De L'Ohio, Off-Broadway
- 2017 : Trans Scripts: Partie 1, Les Femmes, Luna, Loeb Drame Centre,
- 2017 : Burn All Night

## Distinctions

### Récompenses
- 2011 : Prix Clive Barnes (en) pour Rent, lauréate
- Festival du film de Tribeca 2017 : nommée meilleure Actrice pour Saturday Church (en)
- Imagen Awards 2019 : Meilleure actrice de télévision[30],[36]
- Golden Globes 2022 : Meilleure actrice dans une série télévisée dramatique pour Pose[32]

### Nomination
- Emmy Awards 2021 : Emmy Award de la meilleure actrice dans une série dramatique pour Pose